# Reginald Beckwith
William Reginald Beckwith, född 2 november 1908 i York, North Yorkshire, död 26 juni 1965 i Bourne End, Buckinghamshire, var en brittisk skådespelare.

## Roller i urval
- 1948 – De fria viddernas män
- 1953 – Allt kan hända i Paris
- 1953 – Blixten från Titfield
- 1953 – På vift med Genevieve
- 1954 – I mannens våld
- 1954 – Robin Hood - farornas man
- 1958 – Brott och skratt
- 1958 – Kapten går till sjöss
- 1958 – Oss fifflare emellan
- 1959 – De 39 stegen
- 1959 – Expresso Bongo
- 1960 – Doktorn är kär
- 1961 – Hyss i hytten
- 1961 – Jordens sista dag
- 1963 – Doktorn på vift
- 1964 – Den gula Rolls-Roycen
- 1964 – Skott i mörkret
- 1965 – Åskbollen